# Solomon Kwambe
Solomon Sesugh Kwambe (sinh ngày 30 tháng 9 năm 1993) là một cầu thủ bóng đá người Nigeria thi đấu cho Lobi Stars F.C. ở vị trí hậu vệ.

## Sự nghiệp quốc tế
Anh có màn ra mắt cho Nigeria trước Niger trong trận giao hữu vào ngày 15 tháng 8 năm 2012. Anh nằm trong đội hình Nigeria tham dự Cúp Liên đoàn các châu lục 2013. 
Solomon Kwambe được triệu tập vào NIgeria's 23-man tham dự Giải vô địch bóng đá châu Phi 2014.